# ألفونس دس مارتن
ألفونس دس مارتن هو عازف بيانو كندي، ولد في 18 فبراير 1884 في تروا ريفيير في كندا، وتوفي في 6 يونيو 1947 في مونتريال في كندا.